# Ken Wakui
Ken Wakui (和久井健 Wakui Ken?) es un mangaka japonés. Debutó en 2005 con el one-shot “Shinjuku Host”, publicado en Bessatsu Young Magazine (Kodansha), y debutó en serie con “Shinjuku Swan”, que comenzó ese mismo año en Weekly Young Magazine (Kodansha). En 2015, se trasladó a la Weekly Shonen Magazine, donde se publicó Tokyo Revengers. En 2024, se trasladó a Weekly Shonen Jump (Shūeisha), para la publicación de Negai no Astro.

## Historia
Anteriormente, en su juventud pertenecía a una pandilla llamada "Black Emperor", hecho que lo ayudó a hacer Tokyo Revengers, tomando de inspiración otros mangas (Re:Zero kara Hajimeru Isekai Seikatsu y Boku Dake ga Inai Machi).
En 2004 "Shinjuku Host'' recibió una mención honorífica en el Young Magazine Manga Award, en la edición 293 de septiembre de 2004. El mismo trabajo se publicó en la edición 8 de Bessatsu Young Magazine en 2005 y debutó.
En el 2005 comenzó la seríalización del manga Shinjuku Swan [En] anunciándolo en la revista Weekly Young Magazine de la edición 17, finalizando en la edición 45, del 2013.
En 2010 comenzó a publicar "Abaddon" en la edición 15 de Weekly Young Magazine, finalizando en la edición 12, del 2012. 
En 2014 comenzó a publicar "Sekisei Inko" en las ediciones 4 y 5 de "Weekly Young Magazine", finalizando en la edición 16, del 2015. 
En 2015 se trasladó nuevamente a otra revista, Weekly Shonen Magazine, dónde comenzó a serializar "Dessert Eagle" el primer manga para niños en la edición 36 y 37, finalizando en la edición 25, del 2016. 
En 2017 comenzó a publicar la serialización de Tokyo Revengers en la edición 13 de Weekly Shonen Magazine, publicado el 1 de marzo, finalizando en la edición 51 en 2022. Con la salida del anime del manga Tokyo Revengers, sus ventas han logrado aumentarmucho hasta el punto de ser uno de los mangas más vendidos, superando 65 millones de copias vendidas.
La serie rápidamente se hizo popular y ganó el Premio Kodansha Manga en la categoría shōnen en 2020. Desde entonces su obra Tokyo Revengers ha sido adaptado a una serie de anime y varias películas de acción real.
En 2024 se trasladó a Weekly Shonen Jump de la editorial Shūeisha donde publicará el 15 de abril un nuevo manga llamado Negai no Astro.En una entrevista Wakui reveló que fue rechazado por la editorial en sus principios como mangaka, quienes le aconsejaron dibujar algo más familiar a su estilo, a pesar de eso Wakui en el 2024 con su nueva obra  Negai no Astro, logró entrar en la editorial.

## Trabajos
Tokyo Revengers y Negai no Astro son sus únicas obras shōnen, mientras que las demás son seinen. Aunque Negai no Astro y las demás obras (menos Tokyo Revengers), no tienen adaptación a anime, ni tampoco tienen relación con el género cinematográfico "romance" ni con la psicología.
- Shinjuku Swan (新宿スワン) (2005–2013; serializado en Weekly Young Magazine)
- Abaddon (2010–2012; serializado en Weekly Young Magazine)
- Sekisei Inko (セキセイインコ) (2014–2015; serializado en Weekly Young Magazine)
- Dessert Eagle (デザートイーグル) (2015–2016; serializado en Weekly Shōnen Magazine)
- Tokyo Revengers (東京卍リベンジャーズ, Tōkyō Ribenjāzu) (2017-2022; serializado en Weekly Shōnen Magazine)
  - Tokyo Revengers: A Letter from Keisuke Baji (東京卍リベンジャーズ ～場地圭介からの手紙～, Tōkyō Ribenjāzu: Baji keisuke kara no tegami) (2022–2023; serializado en Weekly Shōnen Magazine)
- Negai no Astro (願いのアストロ, Negai no Asutoro, Astro Royale) (2024-2025; serializado en Weekly Shōnen Jump)[11]